# 2006 en politique
Cet article présente les faits marquants de l'année 2006 en politique.

## Décès

### Janvier
- 1er janvier : Charles O. Porter (en), homme politique américain. Représentant de l'Oregon de 1957 à 1961.
- 3 janvier : Gabriel Deblock, homme politique français. Député du Nord de 1993 à 1997.
- 4 janvier : Michel Ghysel, homme politique français. Député du Nord de 1986 à 1988 et de 1993 à 1997.
- 5 janvier : Merlyn Rees, homme politique britannique. Ministre des Affaires étrangères de 1976 à 1979.
- 11 janvier : Smaïn Mahroug, homme politique algérien.
- 18 janvier : Pierre-Joël Bonté, homme politique français.
- 23 janvier : Virginia Smith (en), femme politique américaine. Représentante du Nebraska de 1975 à 1991.
- 24 janvier : 
  - Paul Alduy, homme politique français.
  - Schafik Handal, homme politique salvadorien.
- 26 janvier : Julien Mpouhot Epighat, homme politique gabonais, ministre de la Défense dans les années 1980
- 27 janvier : Johannes Rau, homme politique allemand. Ancien président de l'Allemagne.
- 29 janvier : Simon Bédaya-Ngaro, homme politique centrafricain. Ministre des Affaires étrangères de 1980 à 1981 et de 1993 à 1996.

### Février
- 1er février : 
  - Sam Goddard, homme politique américain, gouverneur de l'Arizona de 1965 à 1967
  - Jean-Philippe Maitre, homme politique suisse
- 2 février : Mizanur Rahman Chowdhury, homme politique bangladais. Premier ministre de 1986 à 1988
- 6 février : Moulana Abdul Mannan, leader religieux, journaliste et homme politique bangladais
- 13 février : Fernand Tala-Ngai, homme politique congolais. Ancien ministre des Finances.
- 16 février : Rufin Grijp, homme politique belge
- 17 février : Jacques Baumel, homme politique français
- 21 février : Mirko Marjanović (en), homme politique serbo-monténégrin. Premier ministre de 1994 à 2000.
- 21 février : Sinnathamby Rajaratnam (en), homme politique singapourien. Ministre des Affaires étrangères de 1965 à 1980.